# Kurutihalli, Chintamani
Kurutihalli là một làng thuộc tehsil Chintamani, huyện Chikkaballapur, bang Karnataka, Ấn Độ.